# Schaijk

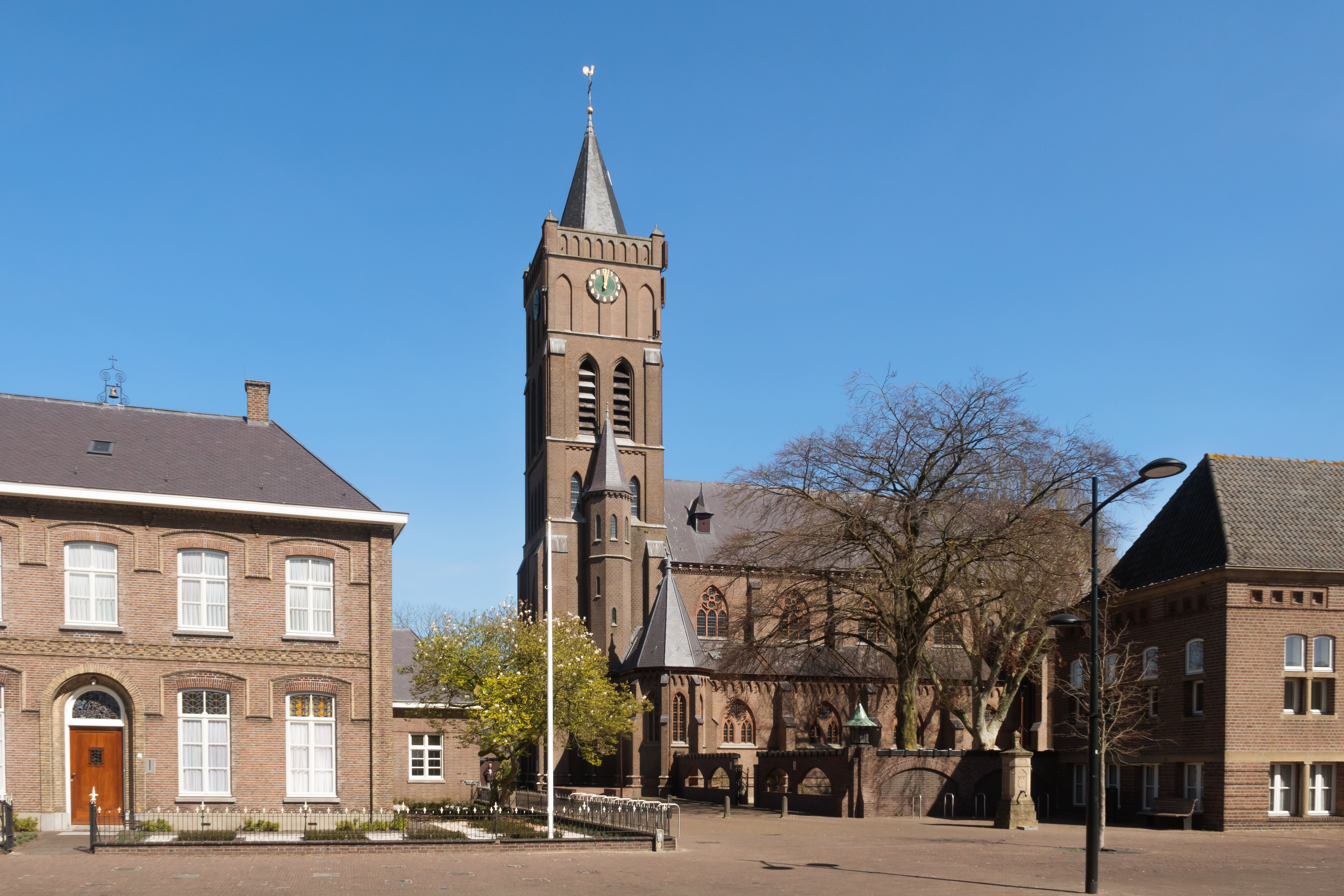
Kirche: die Sint Antonius Abtkerk

Schaijk ist ein Dorf in der niederländischen Provinz Nordbrabant. Der Ort war Namensgeber der gleichnamigen Gemeinde Schaijk, die am 1. Januar 1994 mit der Gemeinde Zeeland zur Gemeinde Landerd zusammengelegt wurde. Seit dem 1. Januar 2022 gehört er zur neu gegründeten Gemeinde Maashorst.

## Persönlichkeiten
- Inge van der Heijden (* 1999), Radrennfahrerin